# Mark Thatcher
Sir Mark Thatcher, 2. Baronet (* 15. August 1953 in Kensington, London) ist ein britischer Unternehmer und ehemaliger Autorennfahrer.

## Leben
Wie seine Schwester Carol wurde Mark Thatcher als Zwillingskind der späteren britischen Premierministerin Margaret Thatcher und ihres Ehemanns Denis Thatcher geboren. Sein Name brachte ihm lukrative Engagements als Berater für verschiedene Firmen ein.
Seit 1984 wird Mark Thatcher wiederkehrend mit diversen Gerichtsverfahren und Untersuchungen bezüglich Vergehen gegen geltende Steuergesetze konfrontiert, was ihm den Ruf eines unseriösen Geschäftsmannes eingebracht hat. 1995 zog er mit seiner Familie nach Südafrika.
Ihm wurde auch die Verwicklung in einen Putschversuch des Militärdienstleisters Sandline International in Äquatorial-Guinea vorgeworfen, was er inzwischen eingeräumt hat. Monaco hat ihn deswegen zur persona non grata erklärt. Nach dem Tod seines Vaters im Juni 2003 erbte er dessen Titel Baronet, of Scotney in the County of Kent. Im Sommer 2004 wurde er in Südafrika verhaftet und unter Hausarrest gestellt. Er wurde zu einer Bewährungsstrafe von vier Jahren und einer Geldbuße verurteilt. Zeitweilig drohte ihm sogar die Todesstrafe.
Thatcher ist seit 2008 in zweiter Ehe mit Sarah Jane Clemence, einer Nichte der Sängerin Kathy Kirby, verheiratet. Aus erster Ehe hat er einen 1989 geborenen Sohn und eine 1993 geborene Tochter. 

## Motorsport
Zeitweise engagierte Thatcher sich auch als Reporter und „Herrenfahrer“ im internationalen Motorsport. So war er in den Jahren 1980 und 1981 beim 24-Stunden-Rennen von Le Mans am Start. 1982 nahm er als Copilot von Anne-Charlotte Verney an der Rallye Paris-Dakar teil. Während der Rallye waren er, Verney und ein sie begleitender Mechaniker fünf Tage in der Wüste verschollen, bevor sie von einem Suchflugzeug der algerischen Luftwaffe entdeckt wurden.

## Statistik

### Le-Mans-Ergebnisse
| Jahr | Team                  | Fahrzeug    | Teamkollege    | Teamkollege   | Platzierung | Ausfallgrund |
| ---- | --------------------- | ----------- | -------------- | ------------- | ----------- | ------------ |
| 1980 | Scuderia Torino Corse | Osella PA8  | Lella Lombardi |               | Ausfall     | Unfall       |
| 1981 | Claude Haldi          | Porsche 935 | Claude Haldi   | Hervé Poulain | Ausfall     | Unfall       |